# Osco
Osco est une ancienne commune suisse du canton du Tessin, située dans le district de Léventine.

Photo aérienne (1954)

Elle a été incluse le 1er avril 2012 dans la commune de Faido, tout comme les communes de Calpiogna, Campello, Cavagnago, Chironico, Mairengo et Anzonico.